# Vame jezik
Vame jezik (ISO 639-3: mlr; pelasla, maslava), jezik afrazijske porodice kojim govore pripadnici naroda Pelasla u kamerunskoj provinciji Far North. 
Pripada čadskoj skupini biu-mandara. Ima nekoliko dijalekata kojima govore pojedine etničke grupe, to su: mayo-plata (pelasla, plasla, platla, plata, gwendele, damlale), mberem (mbreme, maslava), demwa (dmwa, doume), hurza (hurzo, ourza, ourzo, ouzza) i ndreme.

## Vanjske poveznice
- Ethnologue (14th)
- Ethnologue (15th)